# Urgia zeilor (Star Trek: Seria originală)
Urgia zeilor (Whom Gods Destroy) este un episod din sezonul al III-lea al serialului original Star Trek. A avut premiera la 3 ianuarie 1969.

## Prezentare
Căpitanul Kirk vizitează o instituție de boli mentale și se confruntă cu un căpitan de nava stelară nebun, care crede că este menit să controleze universul.

## Vezi și
- 1969 în științifico-fantastic